# Pont Jordi-Bonet
Le pont Jordi-Bonet est un pont routier qui relie Belœil à Mont-Saint-Hilaire en enjambant la rivière Richelieu. Il dessert la région administrative de la Montérégie.

## Description
Le pont est emprunté par les routes 116 et 229. Il comporte quatre voies de circulation, soit deux par direction, lesquelles sont séparées par une ligne double centrale. Une piste cyclable et un trottoir sont également aménagés du côté nord du pont.
En plus de la rivière, le pont enjambe la route 223 sur la rive gauche et la route 133 sur la rive droite. Des voies d'accès permettent de relier ces deux routes au pont.
On estime que 44 000 véhicules empruntent le pont chaque jour, soit une moyenne annuelle de 16 millions de véhicules.
Même si la version actuelle du pont a été construite en 2000, il existait un pont à cet endroit depuis 1941.

## Toponymie
Le pont est nommé en l'honneur de Jordi Bonet (1932-1979), peintre et sculpteur québécois d'origine espagnole catalane qui a vécu à Mont-Saint-Hilaire durant les dix dernières années de sa vie.